# 枇杷島分岐点
枇杷島分岐点（びわじまぶんきてん）は、愛知県清須市にある名古屋鉄道（名鉄）の分岐点（信号場）。
かつては枇杷島橋駅（びわじまばしえき）という駅が存在したが、廃止後は西枇杷島駅構内に属する信号場となった。本項では枇杷島橋駅に隣接して存在した下砂杁信号場（しもすいりしんごうじょう）や、これらが構成するデルタ線（三角線）についても解説する。

## 位置
東枇杷島 - 西枇杷島・下小田井駅間の庄内川橋梁の北側にあり、名古屋本線と犬山線が分岐する。駅ではないのでプラットホームなどの設備はなく、全ての列車が通過する。1949年（昭和24年）7月31日までここは枇杷島橋駅という駅（特急停車駅）であったため、同駅の廃止後も運賃計算上の箇所として扱われている。名古屋本線（当分岐点以西）と犬山線とを跨いで乗車する場合、乗換は東枇杷島・栄生・名鉄名古屋のいずれかの駅で行われるが、運賃は当分岐点で乗り換えたものとした距離で計算され、この場合には当分岐点から名鉄名古屋駅までの重複乗り越し運賃は不要となっている（栄生駅または東枇杷島駅で途中下車する場合は対象外）。特急の特別車（名鉄での有料座席指定席車の呼称）同士の乗り換えには「乗り継ぎミューチケット」制度が適用される。また、別途乗車の場合などには当分岐点を発着する乗車券類も発売される。犬山線は現在でも枇杷島分岐点を起点とするため、国土交通省の混雑率調査結果においても最混雑区間が下小田井→枇杷島分岐点となっている。
枇杷島橋駅は当分岐点と踏切に挟まれてホームの延長ができない立地条件にあり、また駅と庄内川橋梁との間には40 ‰の急勾配が存在していた。そのため、拡張余地のない枇杷島橋駅を廃止し、その代替として隣接して休止中だった西枇杷島駅を復活させた。なお、この時下小田井駅も500 m枇杷島分岐点寄りへ移設している。その後1958年（昭和33年）に庄内川橋梁が上流側に架け替えられ現状となった。架け替え前はほぼ直線の名古屋本線に対して犬山線が分岐する形となっていたが、この配線変更で両開きとなった。後年軌道強化により制限速度が40 km/hから50 km/hに引き上げられ現在に至る。

## 構造
西枇杷島駅構内は枇杷島分岐点（B）、西枇杷島駅（N）、下砂杁信号場（S）を頂点とするデルタ線（三角線）であり、
- 経路1（BN間）：名古屋本線（豊橋方面）と名古屋本線（岐阜方面）
- 経路2（BS間）：名古屋本線（豊橋方面）と犬山線
- 経路3（NS間）：名古屋本線（岐阜方面）と犬山線を短絡する電留線

の3経路が存在する（便宜上、本項ではこの番号を用いて経路を表す）。
- デルタ線の全容。
B：枇杷島分岐点（名古屋本線・犬山線分岐）
N：西枇杷島駅（名古屋本線・側線分岐）
S：下砂杁信号場（犬山線・側線分岐）
帰属：国土交通省「国土画像情報（カラー空中写真）」 配布元：国土地理院地図・空中写真閲覧サービス

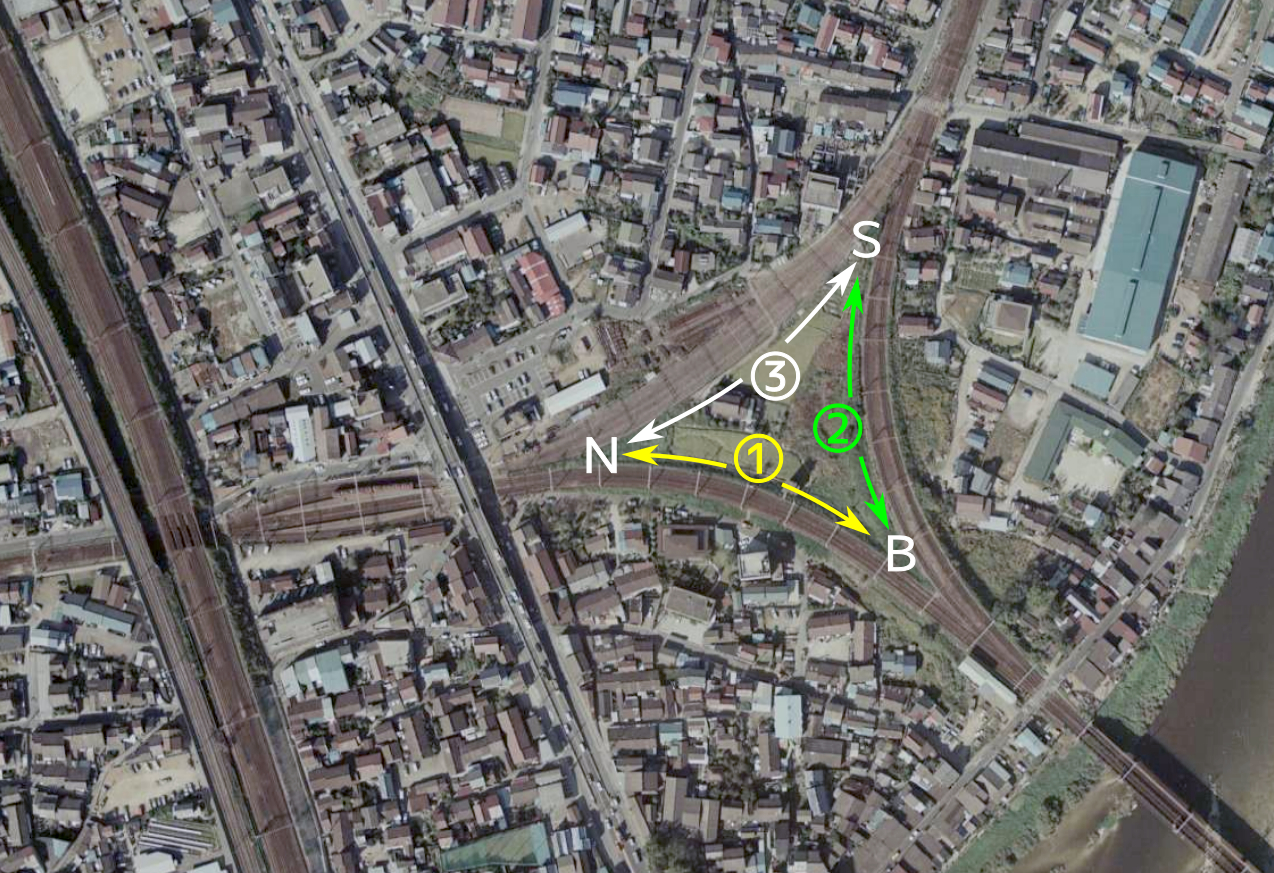
デルタ線の全容。 B：枇杷島分岐点（名古屋本線・犬山線分岐） N：西枇杷島駅（名古屋本線・側線分岐） S：下砂杁信号場（犬山線・側線分岐） 帰属：国土交通省「国土画像情報（カラー空中写真）」 配布元：国土地理院地図・空中写真閲覧サービス

定期旅客列車が運行されるのは経路1および経路2で、前者が名古屋本線、後者が犬山線の本線路である。経路3は貨物側線で、貨物営業廃止後は教習や車両の留置場所として使用される。経路3の延長に当たる経路2の着発線（有効長6両分）は、河和・内海 - 名古屋駅間運転の特急が折り返すための場所としても用いられている。経路3を通過すると編成の向きが逆転するため、三角線回しによって車両の方向転換を行う際に利用される。過去には三河線電車の方向転換やディーゼル列車「北アルプス号」の入れ換え、1000系電車（パノラマスーパー）に一般席車を組み込む際などに使用された。
方向転換させずにNS間を行き来したい場合は経路3は使用できない。かつてはNS間（津島線・犬山線間）を直通運転する定期旅客列車が存在したが、同列車は経路3を使用せず、枇杷島分岐点（B）から2駅先にある栄生駅でスイッチバックしていた。
分岐はどの頂点も平面交差であり、特に経路1と経路2が交わる枇杷島分岐点は日中でも上下線で計毎時50本以上の定期列車が通過する輸送密度が大きい地点である。ここでは経路1上り列車（N→B）と経路2下り列車（B→S）が同時に通過できない。両列車が直近に迫った場合、
- B→S列車が第1場内信号機手前（庄内川橋梁上）で停止し、交差するN→B列車の通過を待つ。
- N→B列車が分岐点の手前の第2出発信号機（この時、停止信号を現示）まで警戒信号で運転 (25 km/h) を行い、経路2（交差するB→S列車および合流するS→B列車）の列車通過を待つ。

のどちらかの方法で対処する。列車ダイヤは、極力同じ運転系統の列車同士を当分岐点至近ですれ違わせ、分岐点手前で停止することなく通過できるように工夫して組まれているが、実際には、特にラッシュ時において共に名鉄名古屋方面へ向かう経路1上り列車（N→B）と経路2上り列車（S→B）が直近に迫り、列車ダイヤによってどちらかが分岐点手前で停止することがある。
名古屋本線のうち枇杷島分岐点 - 神宮前駅 間は、岐阜・犬山・津島方面 - （名古屋駅） - 知立（豊橋・豊川稲荷・西尾）・常滑（中部国際空港）・半田（河和・内海）方面の経路を運行する列車が集約される高密度運行区間であるが、神宮前駅側が立体交差と一部複々線化により比較的スムーズな列車の振り分けができているのに対し、枇杷島分岐点は先述のような制約を抱えた平面交差のままで運用されている。この様な高密度運行区間の分岐点は、本来なら立体化したり、駅を設置して岐阜方面と犬山方面の列車を接続、または片方の列車を折り返し運転にする等で、捌き易くする方法を採ることが多い。しかし枇杷島分岐点は住宅密集地にあることのほか、
- B地点のすぐ先に庄内川橋梁がある
- N地点のすぐ先でJR東海道新幹線・東海道本線が立体交差している

といった、線形の制約となるボトルネックがあり、線形変更が大変困難な状況である。1990年代には名鉄から立体化の検討がされた事もあったが、前述した複数の制約に加え、近年の名鉄の財政難もあって立体化検討の続報は無く、当分は現状のままとなる見込である。
空中写真でも判る通り、かつては三角地内の名鉄の所有地でない部分に民家が1軒あり、人が居住していた。これはデルタ線完成後の1939年（昭和14年）に名鉄が民家の所有者に対して代替地を確保の上で立ち退きを打診したものの、「建てたばかりの家を壊したくない」との理由で所有者が立ち退きを拒否したためである。その後所有者が死去したことでこの民家は長い間空き家となっていたが、2011年（平成23年）秋頃に取り壊された。経路3の途中には第4種踏切が1ヶ所あり、民家の住人はこの踏切から外部と出入りをしていた。

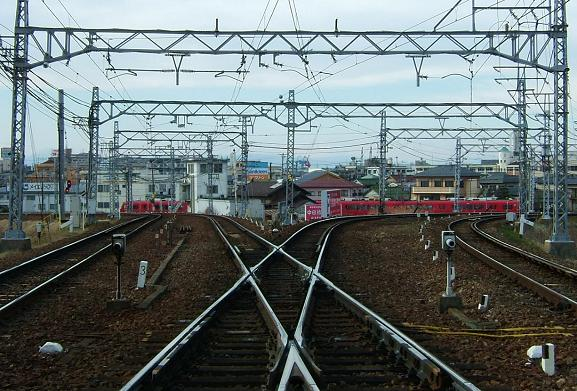
B地点：枇杷島分岐点 右 - 経路2（犬山線） 左 - 経路1（名古屋本線）
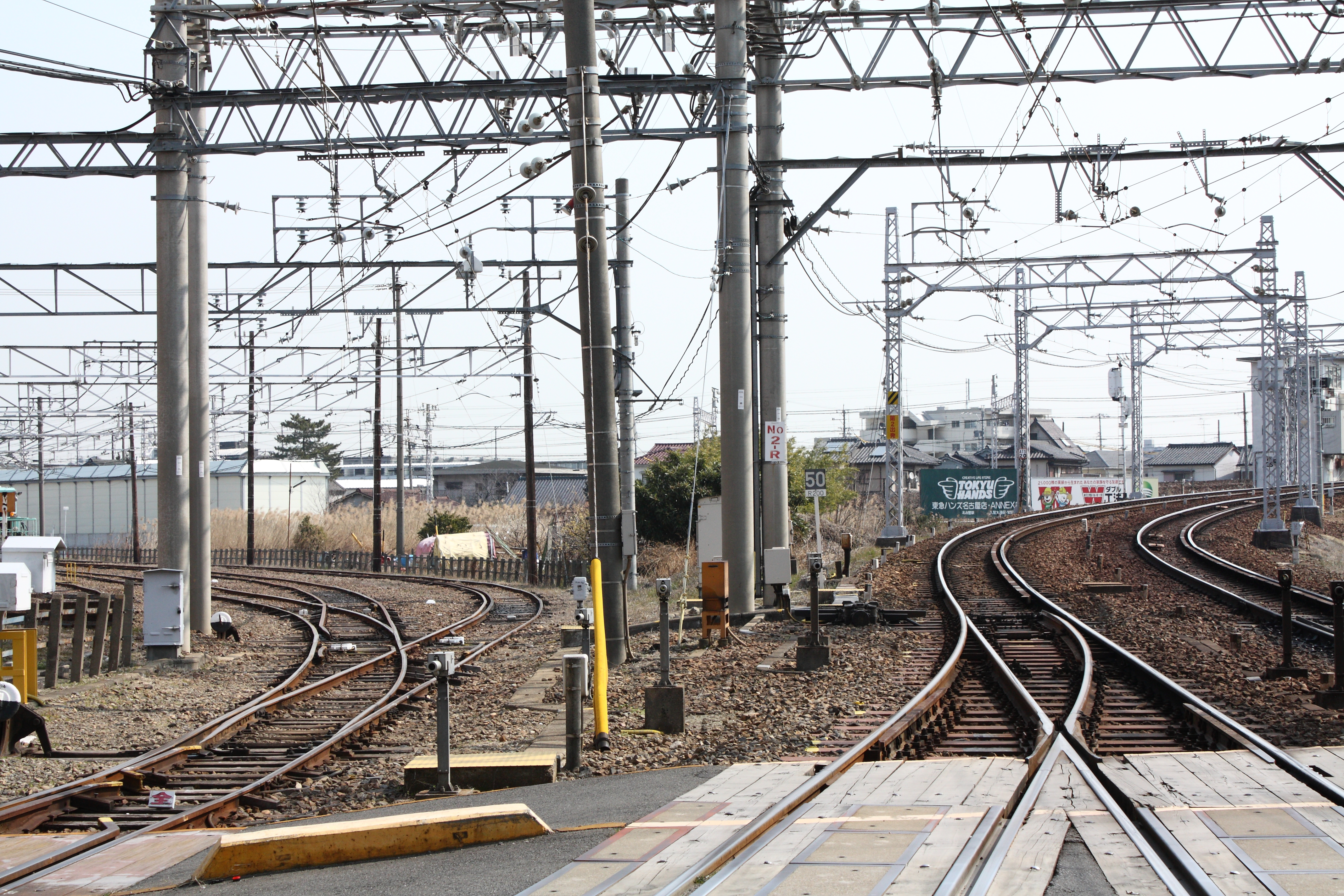
N地点：西枇杷島駅 右 - 経路1（名古屋本線） 左 - 経路3（電留線）
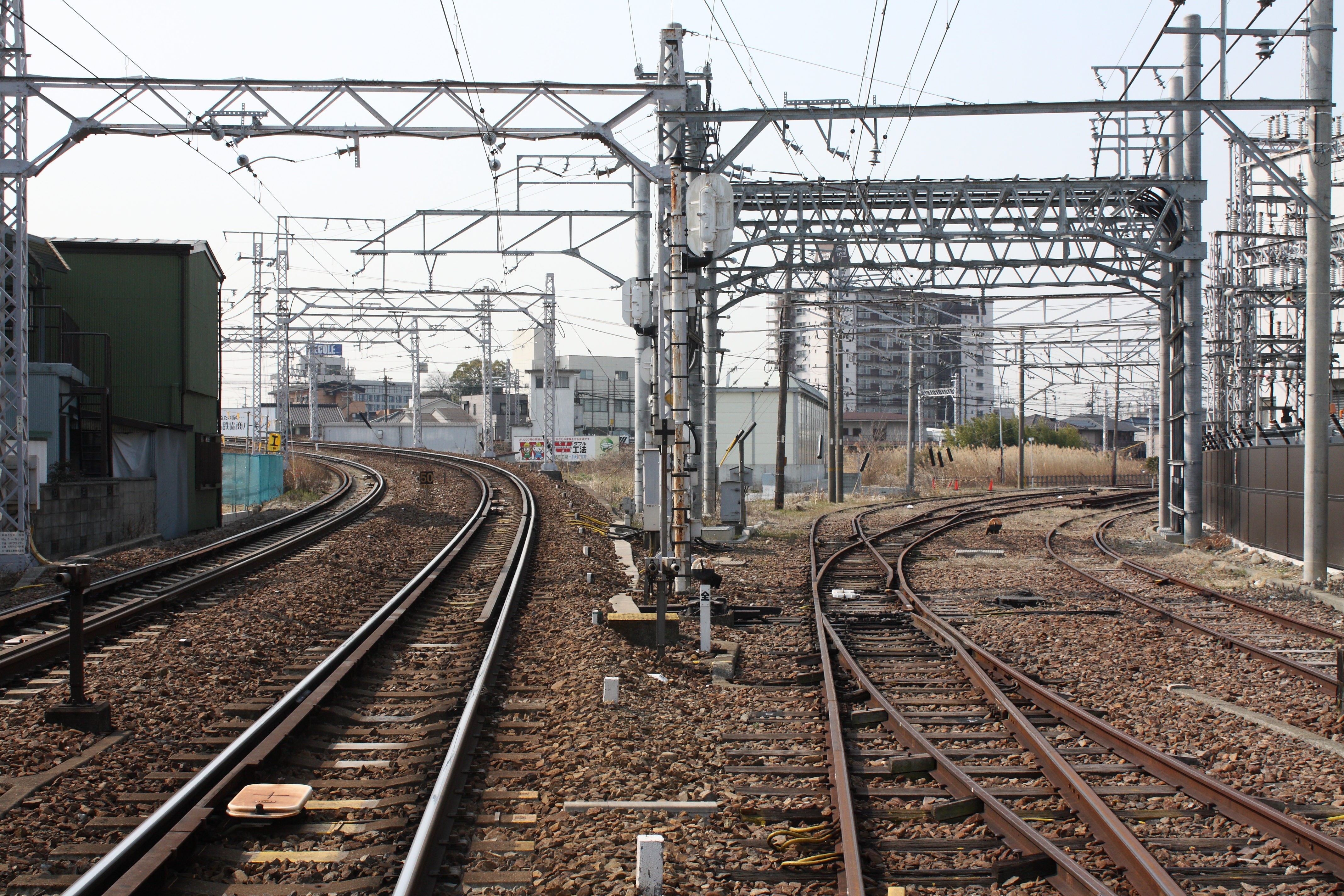
S地点：下砂杁信号場 右 - 経路3（電留線） 左 - 経路2（犬山線）
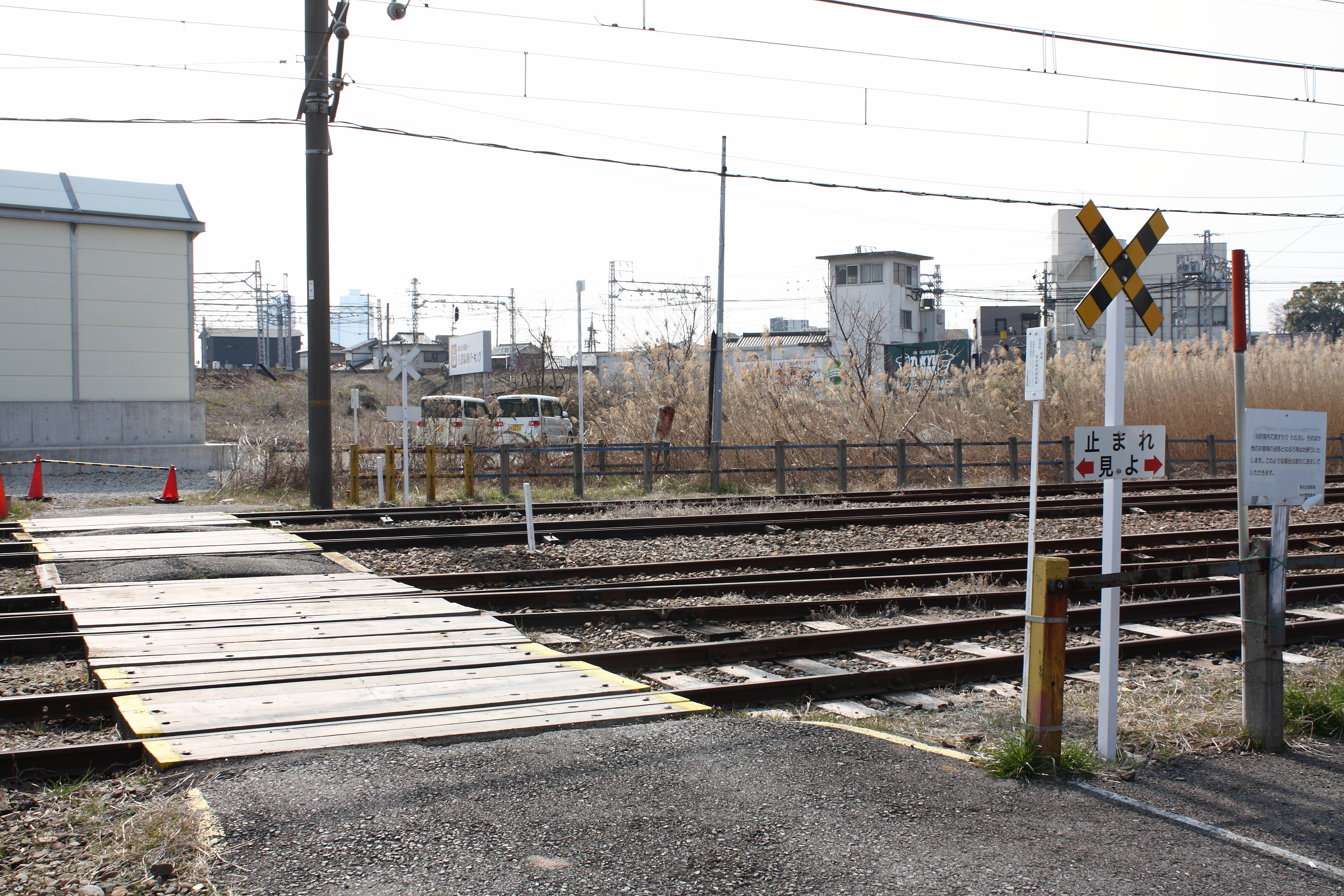
経路3の第4種踏切

### 配線図
|            | ↑ 名古屋本線 名古屋方面           |                             |
|            | 西枇杷島駅 構内配線略図（2020年） | → 名古屋本線 一宮・岐阜方面 |
|            | ↓ 犬山線 岩倉・犬山方面           |                             |
| 凡例 出典: |                                   |                             |

## 隣の施設
名古屋鉄道
NH 名古屋本線
東枇杷島駅 - 枇杷島分岐点 - 西枇杷島駅
IY 犬山線
東枇杷島駅 - 枇杷島分岐点 -  下小田井駅